# Frauke Wilken
Frauke Wilken (* 7. November 1965 in Göttingen) ist eine zeitgenössische deutsche Künstlerin.

## Leben
Frauke Wilken studierte von 1986 bis 1992 an der Hochschule für Bildende Künste Braunschweig freie Kunst bei Hans-Peter Zimmer und schloss als Meisterschülerin mit Diplom ab. Sie lebt und arbeitet seit 1992 in Köln als freischaffende Künstlerin in den Gattungen Bildhauerei, Fotografie und Zeichnung. Ihre Kunst wurde und wird in zahlreichen Ausstellungen im In- und Ausland präsentiert.

## Werk
Viele von Wilkens textilen Skulpturen wirken organisch, erinnern an abstrakte Körper und Körperfragmente. Sie wirken rätselhaft und zumeist unbehaglich, zugleich hart und weich, leblos und lebendig, geborgen und gefangen, kraftvoll und fragil. Manche ihrer installativen Arbeiten scheinen auch verspielt und ironisch. Die Künstlerin arbeitet mit unterschiedlichsten Stoffen und Stofflichkeiten, näht und collagiert.

## Auszeichnungen
- 1999: Stipendium Sympo-Fibres International, Saint-Hyacinthe, Montreal, Kanada
- 2001: Stipendium der Pollock-Krasner Foundation, New York, USA
- 2008: Stiftung Kunstfonds Bonn, Katalogförderung[2]

## Lehrtätigkeit
- 1992–1997 unterrichtete Frauke Wilken in zwei- und dreidimensionaler Gestaltung bei einem Erwachsenenbildungszentrum (KUM&LUK) in Köln.
- Seit 1997 bietet sie Privatworkshops und Kurse für Erwachsene und Jugendliche an.
- 2008–2011 lehrte sie plastisches Gestalten an der Fachhochschule Düsseldorf.
- Seit 2012 ist sie Dozentin an der Melanchthon-Akademie des Evangelischen Kirchenverbandes Köln und Region.[3]

## Ausstellungen (Auswahl)
- 2015: undercover, Kunstmuseum Bochum zusammen mit Bettina van Haaren[4]
- 2012: vertraulich, Volksbank Kaiserslautern in Kooperation mit dem Museum Pfalzgalerie
- 2012: zum greifen nah, Kunstverein Tiergarten, Berlin
- 2011: Galerie elten&elten, Zürich
- 2008: Rückenansicht, Stadtgalerie Saarbrücken
- 2008: Schläfer, Landesmuseum Bonn
- 2006: nahtlos, Kunstverein Leverkusen, Schloss Morsbroich
- 2000: Drahtseilakt, Gothaer Kunstforum, Köln, mit Rita Rohlfing
- 1993: Galerie Bassler, Freiburg

Zudem diverse Gruppenausstellungen seit 1989.